# Afshin Ghotbi
Afshin Ghotbi (Teheran, 8 februari 1964) is een Iraans voetbaltrainer.
Tussen 2007 en 2022 was hij hoofdcoach bij diverse clubs in Azië. Ghotbi was bondscoach van het Iraans voetbalelftal van 2009 tot 2011 en leidde dat elftal onder andere tijdens het Aziatisch kampioenschap 2011. Sinds 2022 is hij in Canada aan de slag bij Vancouver FC.